# Federació Mundial per a la Salut Mental
La Federació Mundial per a la Salut Mental (en anglès: World Federation for Mental Health, WFMH) és una organització no governamental (ONG) internacional, que inclou voluntaris ciutadans i antics pacients. Va ser fundada el 1948, a la mateixa dècada que les l'Organització de les Nacions Unides (ONU) i l'Organització Mundial de la Salut (OMS).

## Objectius
L'objectiu d'aquesta organització internacional inclou:
- La prevenció de trastorns mentals i emocionals.
- El tractament i la cura adequats de les persones amb aquests trastorns.
- La promoció de la salut mental.

## Presidents
- John Rawlings Rees - Primer president
- Frank Fremont-Smith - Segon president
- Margaret Mead (1956 to 1957)
- Brock Chisholm (1957 to 1958)
- Morris Carstairs (1968 to 1972)
- Eugene Brody (1981-1983)

## Membres notables
- Helmuth Ehrhardt - Membre del consell executiu
- Werner Villinger - Psiquiatra alemany
- Tsung-yi Lin - President honorari